# ブルーム (エリック・ジョンソンのアルバム)
『ブルーム』（Bloom）は、アメリカ合衆国のギタリスト、エリック・ジョンソンが2005年に発表したスタジオ・アルバム。前作『スーヴェニール』は、当初はジョンソンの公式サイト限定で発売され、一般流通による純粋な新作スタジオ・アルバムとしては『ヴィーナス・アイル』（1996年）以来9年ぶりとなる。

## 背景
アルバム全体が「Prelude」、「Courante」、「Allemande」の3部に分かれた構成となっている。16曲中6曲でジョンソンがリード・ボーカルも兼任しており、そのうち「ユア・スウィート・アイズ」にはショーン・コルヴィンがゲスト参加した。「トリビュート・トゥ・ジェリー・リード」では、当時ジョンソンと同じくフェイヴァード・ネイションズに所属していたエイドリアン・レッグを迎えて、カントリー的なギター・デュオを披露している。

## 反響・評価
母国アメリカでは、総合アルバム・チャートのBillboard 200入りは果たせなかったが、『ビルボード』のインディペンデント・アルバム・チャートでは22位に達した。
第48回グラミー賞では最優秀ポップ・インストゥルメンタル・アルバム賞にノミネートされた。Greg Pratoはオールミュージックにおいて5点満点中3.5点を付け「1980年代後半から1990年代初頭のギター・ヒーローの殆どは、1秒間にどれほど多くの音を紡ぎだせるかを重視していたが、ジョンソンは例外的に、ギターが肉声の如くメロディを送り出していくような曲作りを行ってきた」「生々しく武骨なサウンドや、即興性の強い音楽を好む人々には向いていない。しかし熱心なファンは、彼が今回もピッキング、音色、そして恐ろしいほど流暢な演奏といった、自身のトレードマークを見事に提示した作品を届けてくれたと感じるだろう」と評している。

## 収録曲
特記なき楽曲はエリック・ジョンソン作。

### Prelude
1. ブルーム - Bloom - 3:10
2. サマー・ジャム - Summer Jam - 2:11
3. マイ・バック・ペイジズ - My Back Pages (Bob Dylan) - 3:47
4. グッド・トゥ・ミー - Good to Me - 4:31
5. コロンビア - Columbia - 2:22
6. トゥエルヴ・トゥ・トゥエルヴ・ヴァイブ - 12 to 12 Vibe - 2:21

### Courante
1. シー・シークレット - Sea Secret - 1:57
2. サッド・レガシー - Sad Legacy - 4:06
3. フロム・マイ・ハート - From My Heart - 7:27
4. クルーズ・ザ・ナイル - Cruise the Nile - 2:13
5. トリビュート・トゥ・ジェリー・リード - Tribute to Jerry Reed - 2:27
6. ユア・スウィート・アイズ - Your Sweet Eyes - 6:08

### Allemande
1. ヘジタント - Hesitant - 6:27
2. サンアラウンド・ユー - Sunnaround You - 3:07
3. マグネタイズド - Magnetized - 3:21
4. シエル - Ciel - 3:26

## 参加ミュージシャン
- エリック・ジョンソン - ギター(all songs)、ボーカル(on #3, #4, #8, #9, #12, #14)、ラップ・スティール(#3, #4, #7, #12)、エレクトリック・シタール(on #10)、ピアノ(on #1, #3, #8, #9, #14, #16)、ローズ・ピアノ(on #13, #15)、シンセサイザー(on #7, #8, #9, #12, #16)、ベース(on #1, #2, #6)、パーカッション(on #7)、バックグラウンド・ボーカル(on #1)
- ジョディ・ラゾー - ボーカル(on #10)
- ショーン・コルヴィン - ボーカル、バックグラウンド・ボーカル(on #12)
- エイドリアン・レッグ（英語版） - ギター・ソロ(on #11)
- スティーヴ・バーバー - ピアノ(on #13)、モーグ・シンセサイザー(on #14)、アディショナル・ボーカル(on #10)
- リッチ・ハーニー - ピアノ(on #10)
- トニー・フィリップス - ベース&ドラム・プログラミング(on #4)、シンセサイザー(on #5, #8, #10)
- クリス・マレッシュ - ベース(#3, #5, #8, #9, #12, #15)、アコースティック・ベース(on #10)
- ロスコー・ベック（英語版） - ベース(on #11, #13, #14)
- タル・バーグマン - ドラムス(on #1)
- トミー・テイラー - ドラムス(on #2, #4, #5, #12)、パーカッション(on #3)
- ビル・マドックス - ドラムス(on #3, #8, #12, #15)、ドラム・ループ(on #10)、パーカッション(on #15)
- トム・ブレヒトライン - ドラムス(on #6, #11, #13, #14)
- バリー・スミス - ドラムス(on #9)
- リチャード・ミューレン - ドラム・プログラミング(on #12)
- ジェイムズ・フェナー - パーカッション(on #5, #6, #9)
- トム・バリット - パーカッション(on #10)
- ブラッド・イーヴルサイザー - パーカッション(on #12)
- サルヴァトーレ・ラ・ロッカ - ハーモニカ(on #4)
- リサ・ティングル - バックグラウンド・ボーカル(on #14)